# Wapen van Mont-Saint-Guibert

Wapen van Mont-Saint-Guibert

Het wapen van Mont-Saint-Guibert is het gemeentelijke wapen van de Waals-Brabantse gemeente Mont-Saint-Guibert. Het is in 1981 toegekend naar aanleiding van de gemeentelijke herindeling vier jaar eerder.

## Geschiedenis
Het gebied rondom Mont-Saint-Guibert behoorde ooit tot de abdij van Gembloers. De stichter van deze abdij was Guibert. Omdat het gebied rondom Mont-Saint-Guibert eeuwen lang tot de abdij behoorde, was het bij het toekennen van het eerste wapen historisch en religieus gezien een juiste keuze om het wapen van de abdij toe te kennen. Deze toekenning vond plaats in 1952. Als schildhouder fungeert de oprichter van abdij. Het wapen werd in 1952 officieel toegekend en in 1981 werd het per koninklijk besluit bevestigd. De vlag van Mont-Saint-Guibert is gelijk aan het wapen van de gemeente. In 1977 fuseerde Mont-Saint-Guibert met de gemeenten Corbais en Héviller, maar omdat alleen Mont-Saint-Guibert een wapen had, nam de nieuwe gemeente dit wapen over.

## Blazoenering
De blazoenering van het wapen uit 1981 luidt als volgt:
De sinople à la fasce d'or accompagnée en chef à dextre d'une étoile à six rais du même, l'écu posé devant un Saint Guibert aureolé, vétu de l'habit de chaur de l'ordre de Saint Benoit tenant de la deére un fouet aux quatre lanibres retombant en pal et de la senestre l'écu, posé sur une terrasse avec déposés sur celle-ci à senestre une épée placée en fasce la pointe à dextre avec les gantelets passés en sautoir, le tout d'or.

In het Nederlands: In sinopel een balk van goud vergezeld in het schildhoofd van een zespuntige ster van hetzelfde, het schild is geplaatst voor een geaureoolde Sint Guibertus, gekleed in een habijt van de benedictijner orde, in zijn rechterhand een zweep met vier strengen die links van het schild recht naar beneden hangen, staand op een terras met daarop liggend links balksgewijs een zwaard met de punt naar rechts en rechts twee kruisgewijs geplaatste pantserhandschoenen, alles van goud.
Het wapen bestaat dus uit een groen schild met daarop een gouden balk en daarboven een gouden ster met zes punten. De heilige Guibertus is de schildhouder van het wapen. Hij is geheel goudkleurig. Voor het schild liggen een zwaard en twee gepantserde handschoenen. Net als de heilige is dit alles goud van kleur.